# میاکی، ساگا
میاکی، ساگا (به لاتین: Miyaki, Saga) یک منطقهٔ مسکونی در ژاپن است که در استان ساگا واقع شده‌است.
 میاکی  ۲۶٬۷۳۴ نفر جمعیت دارد.